# Братська могила (вул. Серафімовича м. Кривий Ріг)
Братська могила — масове поховання місцевих жителів, які загинули у перші дні німецької окупації міста. Поховання знаходиться на Південно-Довгинцівському кладовищі (вул. Серафимовича) міста Кривого Рогу.

## Передісторія
Пам’ятка пов’язана з подіями другої світової війни. Після окупації Кривого Рогу у серпні 1941 року одинадцять мешканців (чоловіків) Довгинцево було розстріляно й поховано у братській могилі.  
У 1975 році на місці поховання встановлено пам’ятник за кошти родичів загиблих. На пам’ятнику увічнені прізвища одинадцяти мирних жителів.
Рішенням Дніпропетровського облвиконкому від 19.11.1990 року № 424 пам’ятка була взята на державний облік з охоронним № 6317.

## Опис
В центрі ділянки розміром 4,0×3,4 м, розташована стела у вигляді пласкої плити із верхньою загостреною частиною. Матеріал —  «мармурова крихта». Нижня частина (розширена) висотою 0,33 м, середина — 0,97 м, верхня (загострена) — 0,2 м. Стела розташована на прямокутній тумбі розмірами 0,6×0,25×0,28 м. На стелі виконано напис російською мовою у 18 рядків: «Вечная память / товарищам, / павших от рук / фашизма. / 1941 г. / Громадский П. К. / Журавель А. О. / Лисовой И. Д. / Прокопенко А. П. / Коньков Б. Ф. / Блоха К. К. / Олейников М. Н. / Золотарь Г. Н. / Пашук М. М. / Кривошей Г. Д. / Пальчиков П. С. / От скорбящих / жен и детей». Перед пам’ятником розбито квітник трапецієвидної форми. По обидва боки від центрального квітника знаходяться два аналогічних квітника на відстані 0,3-0,5 м.